# Rally van Saudi-Arabië
De Rally van Saoedi-Arabië zal voor het eerst plaatsvinden in november 2025 en maakt deel uit van het wereldkampioenschap rally.